# محمدحسن شجاعی‌فرد
محمدحسن شجاعی‌فرد (زاده ۱۴ اسفند ۱۳۲۸ جهرم) استاد ممتاز دانشکده مکانیک دانشگاه علم و صنعت ایران است. وی هم‌اکنون رئیس پژوهشکده مهندسی خودرو و رئیس قطب و مرکز پژوهش و فن آوری باطری لیتیومی دانشگاه علم و صنعت ایران است..

## زندگی‌نامه
شجاعی فرد در ۱۴ اسفندماه ۱۳۲۸ در یک در شهرستان جهرم به دنیا آمد. پدرش  بزاز در بازار اصلی جهرم بود. شجاعی فرد دوران کودکی خود را در جهرم گذراند و از همان دوران به مطالعه و کسب علم علاقه‌مند بود.

#### تحصیلات
- ابتدایی و متوسطه: شجاعی فرد تا پایه نهم خود را در جهرم گذراند و در سال ۱۳۴۳ در امتحان ورودی هنرستان شرکت نفت آبادان شرکت کرد و از بین پنج هزار نفر شرکت‌کننده رتبه سوم رشته مکانیک را به دست آورد. در سال ۱۳۴۸ از هنرستان شرکت نفت آبادان فارغ‌التحصیل شد.
- تحصیلات عالیه: شجاعی فرد در سال ۱۳۵۲ پس از گرفتن دیپلم ریاضی در امتحان متفرقه وارد دانشگاه علم و صنعت ایران در رشته مهندسی مکانیک شد و تحصیلات خود را در ۷ ترم در بهمن ۱۳۵۵ با رتبه ممتازی به پایان رساند.
- تحصیل در انگلستان: شجاعی فرد برای ادامه تحصیل در سال ۱۳۶۲ به انگلستان رفت و کارشناسی‌ارشد را در دانشگاه بیرمنگهام گذراند. پس از ده و نیم ماه موفق به کسب درجه کارشناسی‌ارشد در شهریور ۱۳۶۳ شد. سپس با دعوت دانشگاه بیرمنگهام در مقطع دکترا نیز در همان دانشگاه تحصیل کرد و علی‌رغم داشتن کار آزمایشگاهی در تحقیق، توانست دوره دکتری خود را در مدت‌زمان کوتاه‌تری (دو سال و نیم) به پایان برساند و موفق به اخذ مدرک دکتری مهندسی مکانیک از دانشگاه بیرمنگهام در سال ۱۳۶۶ شد. نتایج تحقیق ایشان به‌گونه‌ای بود که ایشان بدون طرح هیچ سوالی در جلسه دفاع، موفق به اخذ درجه دکتری شد و علی‌رغم درخواست دانشگاه در انگلستان نماند و در بحبوحه موشک‌باران شهرها در دوران جنگ ۸ سال دفاع مقدس به کشور بازگشت.

آشنا شد.
- - دانشگاه علم و صنعت: بعد از فارغ‌التحصیلی از دانشگاه علم و صنعت در بهمن  سال ۱۳۵۵، به دلیل شاگرد ممتازی در خرداد سال ۱۳۵۶ به‌عنوان کارشناس آموزشی دانشگاه استخدام شد و پس از مدتی به عضویت هیئت‌علمی گروه مکانیک دانشگاه علم و صنعت در آمد. او هنوز هم عضو هیئت‌علمی این دانشگاه است.

عضویت در انجمن‌های علمی
- عضو ارشد انجمن مهندسی مکانیک انگلستان (FIMechE) - تنها عضو ارشد از ایران
- عضو کمیته تکنولوژی فیزیتا (FISITA) - اتحادیه بین المللی انجمنهای مهندسی خودرو جهان (FISITA: (IFAES) Inernational federation of Automotive Engineering Societies)
- رئیس انجمن مهندسی خودرو وزارت فرهنگ و آموزش عالی
- عضو هیئت مؤسس و هیئت‌مدیره انجمن هوا و فضای ایران
- عضو انجمن مهندسی مکانیک ایران
- عضو انجمن مهندسی خودرو آمریکا (SAE)

## افتخارات
- اولین استاد تمام تاریخ دانشکده مهندسی مکانیک دانشگاه علم و صنعت ایران از ابتدای تأسیس (۱۳۰۴)
- استاد نمونه کشوری با حکم رئیس‌جمهور در سال ۱۳۸۶
- استاد ممتاز در سال ۱۴۰۱
- جایزه اول و ممتاز جشنواره خاتم در دو سال متوالی
- استاد نمونه دانشگاه علم و صنعت در چندین دوره
- دریافت لوح تقدیر از وزرای علوم، تحقیقات و فناوری و صنایع و معادن به‌پاس خدمات ارزنده در زمینه علمی و پژوهشی کشور
- برنده جایزه اول پروژه برتر انجمن مکانیک

## تألیفات علمی
دکتر شجاعی فرد کتاب‌های درسی متعددی را تألیف و ترجمه کرده‌اند، از جمله:
- توربوماشین‌های هیدرولیکی، ترجمه ۱۳۷۱
- اصول لایه‌های مرزی، ترجمه ۱۳۷۸
- مباحثی از ترمودینامیک کلاسیک، تألیف ۱۳۷۸
- مکانیک سیالات، ترجمه ۱۳۷۸
- دینامیک سیالات محاسباتی، تألیف و ترجمه ۱۳۷۹
- راهنمای نرم افزار گمبیت و فلوئنت، تألیف ۱۳۸۲
- مقدمه‌ای بر مدل‌های جریان آشفته و مدل‌سازی، تألیف ۱۳۹۱
- اصول انتقال حرارت، تألیف ۱۴۰۱
- اصول لایه‌مرزی و جریان آشفته، تألیف ۱۴۰۱

علمی کشور و پدر صنعت خودرو شناخته می‌شود.

## کتاب‌های فرهنگی
- مناظره دکتر و شیخ
- حکومت جهانی حضرت مهدی
- منزل‌به‌منزل با کاروان عاشورا (مقتل‌الحسین)
- اصول و باورهای شیعه (اعتقادی)
- زندگی حضرت خدیجه
- تحقیقی در زندگی کربلایی کاظم ساروقی (کشاورز بی‌سوادی که قرآن کامل به او الهام شد)
- ترجمه خصائص علی بن ابی‌طالب (ع): نوشته نسائی
- گزارشی از فاجعه منا در طریق "یا حاج"